# Tränskärs fjärden
Tränskärs fjärden är en fjärd i Finland. Den ligger i Korpo i landskapet Egentliga Finland, i den sydvästra delen av landet, 190 km väster om huvudstaden Helsingfors.
Tränskärs fjärden avgränsas av Söderkläpparna i norr, Västerlandet i öster, Mossaskär i söder, Vitharu i väster och Snökobben i nordväst. Den ansluter till Lotfjärden i sydöst, Vidskärs fjärden i väster och Västerfjärden i nordväst och Nötö fjärden i nordöst.